# بارك جي-هو
بارك جي-هو (هانغل: 박지호) هو لاعب كرة قدم كوري جنوبي في مركز الدفاع، ولد في 4 يوليو 1970 في كوريا الجنوبية. شارك مع منتخب كوريا الجنوبية لكرة القدم. أما مع النوادي، فقد لعب مع بوهانغ ستيلرز وغوانغجو إفرغراند تاوباو ونادي سول ونادي سونغنام.

## وصلات خارجية
- بارك جي-هو على موقع دوري كوريا الجنوبية (الإنجليزية)
- بارك جي-هو على موقع قاعدة بيانات كرة القدم.إي يو (الإنجليزية)
- بارك جي-هو على موقع ناشيونال فوتبول تيمز (الإنجليزية)